# Monturull
Monturull är en bergstopp i Andorra. Den ligger i den södra delen av landet på gränsen till Spanien. Toppen på Monturull är 2 665 meter över havet.
Den högsta punkten i närheten är 2 734 meter över havet, 1,0 kilometer norr om Monturull.
Trakten runt Monturull består i huvudsak av kala bergstoppar.